# Forêt, bocage, étangs de Thiérache
Forêt, bocage, étangs de Thiérache este o arie protejată (arie de protecție specială avifaunistică — SPA) din Franța întinsă pe o suprafață de 8.144 ha, integral pe uscat.

## Localizare
Centrul sitului Forêt, bocage, étangs de Thiérache este situat la coordonatele 50°05′44″N 4°07′17″E / 50.09556°N 4.12139°E.

## Înființare
Situl Forêt, bocage, étangs de Thiérache a fost declarat arie de protecție specială avifaunistică în baza directivei 79/409 din 1979 referitoare la conservarea păsărilor sălbatice pentru a proteja 29 de specii de animale.

## Biodiversitate
Situată în ecoregiunea continentală, aria protejată nu include niciun habitat protejat.
La baza desemnării sitului se află mai multe specii protejate de  păsări (29): pescăruș albastru (Alcedo atthis), rață pitică (Anas crecca), stârc cenușiu (Ardea cinerea), buha (Bubo bubo), caprimulg (Caprimulgus europaeus), chirighiță neagră (Chlidonias niger), barză neagră (Ciconia nigra), erete de stuf (Circus aeruginosus), erete vânăt (Circus cyaneus), cristeiul de câmp (Crex crex), lebădă de iarnă (Cygnus cygnus), ciocănitoarea de stejar (Dendrocopos medius), ciocănitoare neagră (Dryocopus martius), egretă albă (Egretta alba), egretă mică (Egretta garzetta), șoim călător (Falco peregrinus), cocor (Grus grus), codalb (Haliaeetus albicilla), sfrâncioc roșiatic (Lanius collurio), ferestraș mic (Mergus albellus), ferestrașul mare (Mergus merganser), gaia neagră (Milvus migrans), vultur pescar (Pandion haliaetus), viespar (Pernis apivorus), cormoran mare (Phalacrocorax carbo), corcodel-cu-gât-negru (Podiceps nigricollis), sitar de pădure (Scolopax rusticola), chiră mică (Sterna albifrons), chiră de baltă (Sterna hirundo).
Pe lângă speciile protejate, pe teritoriul sitului au mai fost identificate 5 specii de păsări.